# Saint-Léger-les-Vignes
Saint-Léger-les-Vignes település Franciaországban, Loire-Atlantique megyében. Lakosainak száma 2114 fő (2022. január 1.). Saint-Léger-les-Vignes Bouaye, Brains, Port-Saint-Père és Saint-Mars-de-Coutais községekkel határos.

## Népesség
A település népessége az elmúlt években az alábbi módon változott:
| Lakosok száma | 451  | 721  | 946  | 1375 | 1602 | 1708 | 1844 | 1939 | 1999 | 2114 |
|               | 1968 | 1982 | 1990 | 2006 | 2013 | 2015 | 2017 | 2019 | 2020 | 2022 |